# Лебіщак Юрій Іванович
Лебіщак Юрій Іванович (26 червня 1873, м. Богородчани, нині смт Івано-Франківської області — 28 квітня 1927, м. Проскурів, нині Хмельницький) — український художник-кераміст, організатор вітчизняного гончарного виробництва.

## Життєпис
Закінчив Коломийську гончарну школу 1893 року. Працював у гончарних майстернях Відня та Львова, очолював майстерню з виготовлення полив'яного посуду та кахель. Відомий він і як митець (розмальовані поліхромні плитки, посуд і вази з українською орнаментацією), і як майстер технічної кераміки (виготовлення вогнетривкої цегли й дахівки).
Один з організаторів керамічного виробництва в Україні. У м. Галичі відкрив майстерню, де виготовляв полив'яні вази і глечики, кахлі для печей.
1912 року на запрошення Полтавського губернського земства приїхав разом з дружиною Антоніною, двома дітьми, братом Антоніни Михайлом, рідним братом Корнелієм в Опішне на Полтавщині, щоб розвивати гончарний промисел. Саме з 1912 р. бере початок перший етап діяльності навчального закладу Опішнянського гончарного навчально-показового пункту. Новопризначений завідувач повинен був вирішувати питання придбання земельної ділянки, будівництва постійного приміщення, закупівлі необхідного технічного обладнання. 1913 року відкрили майстерню Опішнянського гончарного навчально-показового пункту. Завідувачем її був Юрій Лебіщак; інструктором з керамічного будівництва — Сидоренко А. Я., викладачем — Шумейко П. Д, який закінчив Миргородську керамічну школу. Саме Лебіщак Ю. І., Сидоренко А. Я., Шумейко П. Д. відіграли значну роль у підготовці кадрів для керамічного виробництва в Опішному.

Меморіальна дошка Юрію Лебіщаку на стіні гончарної слави в Опішні

Юрій Лебіщак зумів завоювати довіру й авторитет у середовищі кустарів, що було запорукою успішного розвитку навчально-показового пункту. Також він дослідив властивості місцевих глин, знайшов нові рецепти полив, які при застосуванні до опішнянських глин давали якісну продукцію. У викладанні гончарної технології Юрій Лебіщак застосовував авторську навчальну програму, що ґрунтувалася на місцевих глинах та інших витратних матеріалах. Гончарний зразковий пункт в Опішному мав навчально-показовий характер, оскільки не лише навчав дітей та молодь, а й проводив роз'яснювальну роботу серед дорослих кустарів, надавав їм практичні поради, популяризував технологічні нововведення, постачав дешеві матеріали. Одним із важливих і особливо цінних напрямків у діяльності гончарного пункту було збереження та розвиток регіональних ознак форм і декору. Юрій Лебіщак започаткував в Опішному музей зі зразками старовинних місцевих глиняних виробів.
Влітку 1914-го за проектом відомого архітектора Василя Кричевського та за активної участі Юрія Лебіщака розпочалося будівництво нового приміщення гончарної майстерні, яке було завершено 1916 року. У такій співтворчості вони створили унікальне архітектурне творіння українського модерну — в Опішному з'явилася будівля, що стала осердям творення феномену гончарних шкіл України. Попри столітню історію будинок зберіг першозадум архітектурного образу. Нині тут існує єдиний на українських теренах Музей мистецької родини Кричевських, присвячений творчому доробку видатної мистецької династії.
У 1914—1915 роках викладав у Миргородській художньо-промисловій школі. Організував гончарне виробництво у маєтку Хомутець.
Організував Кам'янець-Подільську художньо-промислову школу.
Автор статуеток із портретами Тараса Шевченка.
Деякі вироби зберігаються у Полтавському краєзнавчому музеї.
В останні роки жив у Проскурові, де 1927 року помер у 54-річному віці від захворювання серця й нирок.